# Bob Taft
Robert Alphonso Taft II (sinh ngày 8 tháng 1 năm 1942) là chính khách Cộng hòa Hoa Kỳ và Thống đốc thứ 67 của tiểu bang Ohio. Ngoài tiểu bang, nhiệm kỳ của ông được biết về những vụ tham nhũng của chính phủ ông gần đây, nhất là "Coingate", trong đó hàng triệu đô la được đầu tư vào tiền kim loại, và sau đó các đồng tiền bị mất. Trước khi nhậm chức thống đốc, Taft làm Bộ trưởng Ngoại giao Ohio và dân biểu trong hạ viện tiểu bang. Từ năm 2007, ông đang làm cố vấn về giáo dục tại Đại học Dayton.

## Tiểu sử
Tuy Taft sinh ra ở Boston, Massachusetts, gia đình nuôi ông tại Cincinnati. Ông tốt nghiệp Đại học Yale năm 1963. Từ 1963 đến 1965, ông tình nguyện cho Đoàn Hòa bình (Peace Corps), dạy trường ở Tanzania. Sau đó ông học tại Đại học Princeton, nhận bằng cử nhân văn chương Trường Woodrow Wilson năm 1967. Năm 1976 ông nhận tiến sĩ pháp luật tại Đại học Cincinnati.

## Gia đình
Gia tộc Taft tham gia chính trị Cộng hòa hơn 100 năm nay. Kỵ Alphonso Taft là Bộ trưởng Bộ Chiến tranh, Viện chưởng lý, và đại sứ; cụ William Howard Taft là Tổng thống và Chánh án Tối cao Pháp viện Hoa Kỳ; và cả hai ông (Robert Alphonso Taft I) và cha (Robert Taft Jr.) là thượng nghị sĩ Hoa Kỳ. Anh con chú William Howard Taft IV là cố vấn pháp lý chính của Bộ Ngoại giao Hoa Kỳ, trước khi ông từ chức sau khi Tổng thống George W. Bush được bầu lại. Chú William Howard Taft III là đại sứ. Cụ bác Charles Phelps Taft là hạ nghị sĩ Hoa Kỳ đại diện cho Ohio và, trong một thời gian, người chủ của đội bóng chày Chicago Cubs. Cha kỵ Peter Rawson Taft là thành viên của cơ quan lập pháp Vermont. Các người thân nổi tiếng khác bao gồm Seth Chase Taft, Charles Phelps Taft II, Peter Rawson Taft II, Henry Waters Taft, Walbridge S. Taft, và Horace Dutton Taft. Kingsley A. Taft là thượng nghị sĩ Hoa Kỳ đại diện cho Ohio và là Chủ tịch Tối cao Pháp viện của Tối cao Pháp viện Ohio.